# آسن چالاکوف
آسن چالاکوف (بلغاری: Асен Чалъков؛ زادهٔ ۱۷ مهٔ ۱۹۸۳) بازیکن فوتبال اهل بلغارستان است.
از باشگاه‌هایی که در آن بازی کرده است می‌توان به باشگاه فوتبال لفسکی صوفیه اشاره کرد.